# Presque rien
Presque rien (có nghĩa là Almost Nothing, cũng là tựa đề phát hành ở Anh; tựa Mỹ là Come Undone; tiếng Việt: Tan vỡ) là một bộ phim tình cảm lãng mạn Pháp-Bỉ năm 2000 do Sebastien Lifshitz đạo diễn, lấy bối cảnh ở Brittany, mô tả một cuộc tình lãng mạn đầy bão tố giữa hai năm 18 tuổi - nói và những gì còn lại của mối quan hệ đó mười tám tháng sau.

## Nội dung
Mathieu thuộc tầng lớp trung lưu, đang dành kỳ nghỉ hè của mình ở bờ biển Pháp trước khi bắt đầu học vào mùa thu để trở thành kiến trúc sư. Mẹ anh vô cùng chán nản vì cái chết của em trai mình vì căn bệnh ung thư, và được chị gái chăm sóc, trong khi Mathieu và em gái ủ rũ của anh không thể hòa thuận.
Sau đó, anh gặp Cédric tại bãi biển, người hấp dẫn và rõ ràng đang tìm bạn trai. Các chàng trai bắt đầu một mối tình lãng mạn, và bí mật bất ngờ của Mathieu và cách xa nhà hàng giờ đồng hồ mời gọi sự tò mò của cả chị gái và dì của anh.
Một cốt truyện song song tập trung vào Mathieu mười tám tháng sau, khi anh hồi phục sau cú sốc chia tay. Sau khi Mathieu cố gắng tự tử, anh chọn cách quay lại thị trấn nhỏ bên bờ biển để học cách đối phó với những gì đã xảy ra.
Bộ phim kết thúc trong một nốt nhạc đầy hy vọng khi Mathieu tìm kiếm Pierre, một người bạn trai cũ khác của Cédric sống ở thị trấn ven biển và họ vượt qua những căng thẳng trong quá khứ để khám phá ra rằng họ hiểu nhau.

## Diễn viên
- Jérémie Elkaïm vai Mathieu
- Stéphane Rideau vai Cédric
- Dominique Reymond vai Mother
- Marie Matheron vai Annick
- Laetitia Legrix vai Sarah
- Nils Ohlund vai Pierre

## Sản xuất
Thay vì có một câu chuyện rõ ràng, theo thứ tự thời gian, bộ phim chuyển đổi giữa cốt truyện mùa hè và mùa đông, mô tả sự khác biệt trong cuộc sống của Mathieu ở cả hai điểm, cũng như thiết lập sự tương phản giữa người này và người kia trực quan

## Nhạc phim
Nhạc phim sử dụng các bài hát của ca sĩ và nhạc sĩ Ailen Perry Blake (từ album Still Life) để truyền tải tâm trạng buồn bã, buồn bã của Mathieu.